# Индже-Войвода
Индже-Войвода (болг. Индже войвода) — село в Болгарии. Находится в Бургасской области, входит в общину Созопол. Население составляет 283 человека (2022).

## Политическая ситуация
В местном кметстве Индже-Войвода, в состав которого входит Индже-Войвода, должность кмета (старосты) исполняет Атанас Спасов Димитров (коалиция в составе 5 партий: Демократы за сильную Болгарию (ДСБ), Национальное движение «Симеон Второй» (НДСВ), Болгарская социал-демократия (БСД), Земледельческий народный союз (ЗНС), ВМРО — Болгарское национальное движение) по результатам выборов 2007 года.
Кмет (мэр) общины Созопол — Панайот Василев Рейзи (коалиция в составе 3 партий: Союз свободной демократии (ССД), Болгарский демократический союз «Радикалы», движение НАШИЯТ ГРАД) по результатам выборов 2007 года.